# Enllaç C-Hg
Els compostos d'organomercuri (o compostos orgànics del mercuri) són compostos químics que contenen un enllaç químic entre carboni (C) i mercuri (Hg) (enllaç C-Hg). La química de l'organomercuri és la química dels compostos organometàl·lics que contenen un enllaç químic carboni-mercuri i descriu les propietats físiques, la síntesi, les reaccions i l'ús d'aquests compostos.
El mercuri és un element de transició de color platejat i roman en estat líquid a temperatura ambient, de número atòmic 80. Normalment, l'enllaç C-Hg és estable a l'aire i a la humitat, però sensible a la llum. Els compostos d'organomercuri importants són el catió metilmercuri(II), CH₃Hg+; catió etilmercuri(II), C₂H₅Hg+; dimetilmercuri, (CH₃)₂Hg, dietilmercuri, (C₂H₅)₂Hg, i merbromina (Mercurocrom). El tiomersal s'utilitza com a conservant per a vacunes i fàrmacs intravenosos.
La toxicitat dels compostos d'organomercuri presenta tant perills com beneficis. El dimetilmercuri, en particular, és notòriament tòxic, però es va utilitzar com a agent antifúngic i insecticida. La merbromina i el borat fenilmercúric s'utilitzen com a antisèptics tòpics, mentre que el nitromersol s'utilitza com a conservant per a vacunes i antitoxines.

## Síntesi
Els compostos d'organomercuri es generen per molts mètodes, inclosa la reacció directa d'hidrocarburs i sals de mercuri(II). En aquest sentit, la química de l'organomercuri s'assembla més a la química de l'organopal·ladi i contrasta amb els compostos d'organocadmi.

### Mercuració dels anells aromàtics
Els arens rics en electrons experimenten mercuració directa després del tractament amb Hg(O₂CCH₃)₂. L'únic grup d'acetat que queda al mercuri pot ser desplaçat pel clorur:
C₆H₅OH + Hg(O₂CCH₃)₂ → C₆H₄(OH)–2-HgO₂CCH₃ + CH₃CO₂H
C₆H₄(OH)–2–HgO₂CCH₃ + NaCl → C₆H₄(OH)–2-HgCl + NaO₂CCH₃
La primera reacció d'aquest tipus, inclosa la mercuració del propi benzè, va ser descrita per Otto Dimroth entre 1898 i 1902.

### Addició als alquens
El centre Hg2+ s'uneix als alquens, induint l'addició d'hidròxid i alcòxid. Per exemple, el tractament de l'acrilat de metil amb acetat de mercuri en metanol dona un èster α--mercuri:
Hg(O₂CCH₃)₂ + CH₂=CHCO₂CH₃ → CH₃OCH₂CH(HgO₂CCH₃)CO₂CH₃
L'enllaç C-Hg resultant es pot escindir amb brom per donar el bromur d'alquil corresponent:
CH₃OCH₂CH(HgO₂CCH₃)CO₂CH₃ + Br₂ → CH₃OCH₂CHBrCO₂CH₃ + BrHgO₂CCH₃
Aquesta reacció s'anomena reacció de Hofmann-Sand.

### Reacció de compostos de Hg(II) amb equivalents de carbanió
Una ruta sintètica general als compostos d'organomercuri implica l'alquilació amb reactius de Grignard i compostos d'organoliti. El dietilmercuri resulta de la reacció del clorur de mercuri(II) amb dos equivalents de bromur d'etilmagnesi, una conversió que normalment es duria a terme en una solució d'èter dietílic. El (CH₃CH₂)₂Hg resultant és un líquid dens (2,466 g/cm3) que bull a 57 °C a 16 torr. El compost és lleugerament soluble en etanol i soluble en èter.
De la mateixa manera, el difenilmercuri (p.f. 121-123 °C) es pot preparar mitjançant la reacció de clorur de mercuri i bromur de fenilmagnesi. Una preparació relacionada implica la formació de fenilsodi en presència de sals de mercuri(II).

### Altres métodes
El Hg(II) es pot alquilar mitjançant el tractament amb sals de diazoni en presència de coure (Cu) metàl·lic. D'aquesta manera s'ha preparat el 2-cloromercuri-naftalè.
El fenil(triclorometil)mercuri es pot preparar generant diclorocarbè en presència de clorur de fenilmercuri. Una font convenient de carbè és el tricloroacetat de sodi. Aquest compost en escalfar allibera diclorocarbè:
C₆H₅HgCCl₃ → C₆H₅HgCl + CCl₂

## Reaccions
Els compostos d'organomercuri són intermedis sintètics versàtils a causa de les condicions ben controlades en les quals pateixen la ruptura dels enllaços C-Hg. El difenilmercuri és una font del radical fenil en determinades síntesis. El tractament amb alumini (Al) dona trifenil alumini:
3 Ph₂Hg + 2 Al → (AlPh₃)₂ + 3 Hg
Com s'ha indicat anteriorment, els compostos d'organomercuri reaccionen amb els halògens per donar l'halogenur orgànic corresponent.
Els compostos d'organomercuri s'utilitzen habitualment en reaccions de transmetal·lació amb lantànids i metalls alcalinoterri.
L'acoblament creuat de compostos d'organomercuri amb halogenurs orgànics és catalitzat pel pal·ladi (Pd), que proporciona un mètode per a la formació d'enllaços C-C.
Normalment de baixa selectivitat, però si es fa en presència d'halogenurs, la selectivitat augmenta. S'ha demostrat que la carbonilació de lactons utilitza reactius Hg(II) en condicions catalitzades per pal·ladi (formació d'enllaços C-C i formació d'èsters cis).

## Aplicacions
A causa de la seva toxicitat i baixa nucleofilicitat, els compostos d'organomercuri tenen un ús limitat. La reacció d'oximercuració dels alquens a alcohols utilitzant acetat de mercuri es produeix mitjançant intermedis d'organomercuri. Una reacció relacionada que forma fenols és la reacció de Wolffenstein-Böters. La toxicitat és útil en antisèptics (com el tiomersal i la merbromina), i fungicides (com el clorur d'etilmercuri i l'acetat de fenilmercuri).

El tiomersal (mertiolat) és un agent antisèptic i antifúngic ben establert

Els diürètics mercurials com l'àcid mersalil van ser d'ús comú, però han estat substituïts pels tiazides i els diürètics de nansa, que són més segurs i d'acció més llarga, a més de ser actius per via oral.

### Cromatografia d'afinitat amb tiol
Els tiols també es coneixen com mercaptans per la seva propensió a la captura de mercuri. Els tiolats (R-S−) i les tiocetones (R₂C=S), sent nucleòfils tous, formen forts complexos de coordinació amb el mercuri(II), un electròfil tou.
Aquest mode d'acció els fa útils per a la cromatografia d'afinitat per separar compostos que contenen tiol de mescles complexes. Per exemple, el gel d'agarosa d'organomercuri o les perles de gel s'utilitzen per aïllar compostos tiolats (com la tiouridina) en una mostra biològica.

## Toxicitat del mercuri
L'ús d'aquests compostos tendeixen a disminuir cada cop més a causa de la gran toxicitat dels ions (R-Hg2+). Aquesta enorme toxicitat es va posar de manifest sobretot després de la catàstrofe de Minamata al Japó entre 1953 i 1960. Les aigües industrials que contenien ions de Hg2+ van desembocar al mar, contaminant el medi aquàtic viu i, per tant, als homes. Els ions Hg2+ es van barrejar amb la metilcobalamina, un derivat de la vitamina B₁₂ i els ions CH₃Hg+ formats van donar lloc a signes d'enverinament. El metilmercuri trobat als aliments s'absorbeix gairebé íntegrament en el corrent sanguini i es dissemina en tots els teixits al voltant de quatre dies. No obstant això, no s'assoleixen els màxims nivells al cervell fins als 5-6 dies. Els signes d'enverinament per ingesta són entre molts la pneumònia, malalties no isquèmica del cor i seriosa afectació al sistema nerviós central, a més de broncopneumònia, alveòlits edematosos, alteracions del ritme cardíac, gastritis, falla renal, dermatitis, gingivitis, deliri, coma, polineuropaties i falles respiratòries.